# Limbarska Gora
Limbarska Gora je naselje v Občini Moravče.
Limbarska Gora je razloženo naselje pod razglednim vrhom Limbarska gora, na katerem stoji cerkev. Dostop je možen po cesti iz Moravč skozi naselje Gabrje pod Limbarsko Goro ali pa po označeni evropski peš poti E6, skozi Serjuče. Na vrhu 733 m visokega zaobljenega slemena je cerkev  sv. Valentina. Cerkev je zasnoval 1735
stavbenik Gregor Maček. Zgradba je mogočno delo s posebej stoječim zvonikom, ki je nekdaj služil kot obrambni stolp. Notranjost cerkve se ponaša z oltarjem Marijinega kronanja z Metzingerjevo sliko iz 1743. Zraven pa sta še dva starejša oltarja sv. Valentina (škofa) in Angelov varuhov.